# Rewolucja październikowa
Rewolucja październikowa w Rosji (również rewolucja bolszewicka, w terminologii sowieckiej Wielka Socjalistyczna Rewolucja Październikowa) – określenie stosowane na dokonany przez bolszewików przewrót zbrojny w Rosji, trwający od nocy z 24 października?/6 listopada 1917 na 25 października?/7 listopada 1917, do godziny drugiej w nocy 26 października?/8 listopada 1917, gdy został opanowany przez oddziały bolszewickie Pałac Zimowy, a członkowie Rządu Tymczasowego aresztowani. Przewrót, będący konsekwencją pogłębiającego się kryzysu politycznego w Rosji, zakończył okres dwuwładzy w Rosji, gdy rządy od rewolucji lutowej sprawowały równolegle Rząd Tymczasowy i Piotrogrodzka Rada Delegatów Robotniczych i Żołnierskich. Bolszewicy przejęli władzę formalnie w imieniu II Wszechrosyjskiego Zjazdu Rad, zamach stanu został dokonany w dwa dni przed jego rozpoczęciem 9 listopada 1917.
Początkowo zakres geograficzny przewrotu obejmował tylko ówczesną stolicę Republiki Rosyjskiej – Piotrogród – oraz Moskwę, w której doszło do kilkudniowych krwawych walk. Stopniowo bolszewicy przejmowali władzę w innych obszarach Rosji za formalną fasadą władzy rad. Określenie „październikowa” na rewolucję bolszewicką jest stosowane ze względu na miesiąc rozpoczęcia przewrotu. W Rosji przedbolszewickiej obowiązywał kalendarz juliański – zgodnie z tą rachubą czasu przewrót rozpoczął się w nocy z 24 na 25 października (z 6 na 7 listopada według kalendarza gregoriańskiego).

## Geneza
Katalizatorem rewolucji w Rosji był przede wszystkim udział Imperium Rosyjskiego w I wojnie światowej. 1 sierpnia 1914 roku Niemcy wypowiedziały wojnę Rosji, a 6 sierpnia uczyniły to również Austro-Węgry. Po stronie Rosji stanęli zachodni sojusznicy kraju – Wielka Brytania i Francja. Początkowo udział w wojnie został entuzjastycznie poparty przez większość ludności imperium. Organizowano dziesiątki manifestacji patriotycznych. Pod Pałacem Zimowym w Petersburgu zebrała się największa manifestacja, którą z balkonu pałacu osobiście powitał monarcha. Pisma o niemalże każdej orientacji politycznej pisały artykuły wzywające obywateli do zachowania spokoju, jedności narodowej i walki z „wrogiem Słowian” (Germanami). Podobną retorykę przyjęły partie polityczne i stowarzyszenia. Na nadzwyczajnym posiedzeniu Dumy 26 lipca?/8 sierpnia 1914 przeważały tendencje zwolenników konfliktu, poparto kredyty wojenne i składano oświadczenia solidarnościowe z rządem. Wyjątkiem byli rosyjscy socjaliści (trudowicy i socjaldemokraci), którzy jednomyślnie odmówili w Dumie głosowania za kredytami wojennymi.
Po wybuchu wojny w Moskwie i Piotrogrodzie wybuchły antyniemieckie zamieszki, zdemolowano gmach niemieckiej ambasady, atakowano sklepy i przedsiębiorstwa należące do Niemców. Likwidowano wszelkie ślady niemieckości w życiu codziennym. Niemieckojęzyczną nazwę stolicy Petersburg zmieniono na Piotrogród, zamknięto pisma niemieckojęzyczne, a nawet wielu mieszkańców imperium zmieniło swoje nazwiska. Większa część robotników nie poparła nacjonalistycznej akcji, jednak środowisko to zgodziło się na zaprzestanie strajków.
Walki toczyły się ze zmiennym szczęściem. Początkowo armia rosyjska wkroczyła do Prus Wschodnich, jednak w wyniku kontrofensywy wojsk niemieckich poniosła klęski w bitwach pod Tannenbergiem i nad jeziorami mazurskimi. Straty wojsk rosyjskich w tej operacji wyniosły ponad 300 tysięcy ludzi, a dowódca 2 Armii rosyjskiej, Aleksander Samsonow, popełnił samobójstwo. Z drugiej strony w wyniku bitwy galicyjskiej we wrześniu 1914 Rosjanie zajęli prawie całą Galicję, a w październiku i listopadzie powstrzymali ofensywę niemiecką w środkowej Polsce. Zamówienia wojenne i likwidacja ruchu strajkowego doprowadziły do wzrostu znaczenia burżuazji, która nie posiadała jednak żadnego wpływu na decyzje monarchy.
Po bitwie pod Gorlicami (maj 1915) armie państw centralnych dokonały przełamania frontu rosyjskiego i podjęły generalną ofensywę, która doprowadziła w 1915 do wyparcia armii rosyjskiej zarówno z zajętej uprzednio Galicji ze Lwowem, jak też z całego Królestwa Polskiego z Warszawą i zachodnich guberni Imperium z Wilnem, Kownem i Kurlandią. Wojna zdezorganizowała życie gospodarcze – fabryki odczuły braki surowców – zabrakło dostaw z zagranicy. Wyczerpano także zapasy broni i amunicji, a sojusznicy Rosji, wobec przystąpienia Turcji do wojny i blokady portów morskich Rosji na Bałtyku i Morzu Czarnym mieli ograniczone możliwości dostaw dla armii rosyjskiej. Wzrastały ceny żywności, co doprowadziło do pogorszenia się nastrojów społecznych. Klęski na froncie w 1915 roku wywołały falę niepokojów. Mikołaj II, chcąc uspokoić nastroje w kraju w czerwcu 1915 roku zdymisjonował ministrów: wojny (Władimira Suchomlinowa), spraw wewnętrznych (Nikołaja Makłakowa), następnie ministra sprawiedliwości Iwana Szczegłowitowa i prokuratora Świętego Synodu Władimira Sablera. Posunięcia te nie zadowoliły opinii publicznej. W sytuacji dalszych klęsk militarnych na froncie, 29 sierpnia 1915 car zdymisjonował głównodowodzącego armią rosyjską ks. Mikołaja Mikołajewicza i przejął osobiście dowództwo nad armią, co czyniło go bezpośrednio odpowiedzialnym za jej kolejne klęski.
Po klęsce pod Gorlicami w maju 1915 rząd carski, który w przeszłości zakazywał ogólnokrajowych zrzeszeń organów samorządowych, zgodził się na powołanie ogólnopaństwowej reprezentacji ziemstw i dum (rad) miejskich, dla wsparcia wysiłku wojennego państwa i pomocy uchodźcom, inwalidom i rzeszom ewakuowanej w głąb Rosji ludności cywilnej. Powstałe w tym celu w początkach wojny Wszechrosyjski Związek Ziemstw i Wszechrosyjski Związek Miast – ogólnokrajowe związki samorządu terytorialnego połączyły się w 1915 w jedną organizację - Wszechrosyjski Związek Ziemstw i Miast (Ziemgor). Ziemgor politycznie związany był z liberalnymi partiami oktiabrystów i kadetów, jego współprzewodniczącymi byli: działacz kadetów, burmistrz Moskwy i przewodniczący Związku Miast Michaił Czełnokow i ks. Gieorgij Lwow, liberalny działacz ziemstw. Ziemgor zbudował aparat złożony z wolontariuszy i pracowników etatowych zajmujących się działalnością humanitarną w głębi kraju i na zapleczu frontu. Jednocześnie Ziemgor organizował małych i średnich przedsiębiorców dla potrzeb realizacji zamówień dostaw wojskowych, podziału i koordynacji zamówień i dostaw. Była to pierwsza niezależna ogólnorosyjska organizacja społeczna, na której działalność zezwoliły władze carskie. W 1916 działacze Ziemgoru zaangażowali się w działania zmierzające do obalenia samodzierżawia i wprowadzenia monarchii konstytucyjnej w Rosji.
Wywiad niemiecki już w 1915 za zgodą cesarza Wilhelma II, wdrożył tajny program „rewolucjonizacji i insurekcjonizacji” – jego praktyczną realizacją zajmował się wydział III b niemieckiego Sztabu Generalnego. Celem programu było, poprzez aktywne wspieranie działalności bolszewików wymierzonej w carat, wewnętrzne osłabienie Imperium Rosyjskiego i jego armii, a po zwycięskiej rewolucji wyeliminowanie Rosji z wojny, co ułatwić miało zwycięstwo Niemiec na froncie zachodnim. Z kolei przemysł niemiecki miał uzyskać dostęp do bogactw naturalnych Rosji i jej zasobów gospodarczych.
W wyniku klęsk ponoszonych w I wojnie światowej nastąpiło osłabienie autorytetu cara Mikołaja II, a jego żonę Aleksandrę Fiodorownę podejrzewano o sprzyjanie Niemcom (jej ojciec był wielkim księciem Hesji). Caryca coraz bardziej ulegała wpływom Rasputina, który wykorzystywał swój wpływ na nią, aby niszczyć swoich wrogów. Rodzina mieszkała w pałacu w Carskim Siole, w zupełnym oderwaniu od sytuacji w kraju. Car uważał, że Petersburg – z jego krytykanckimi intelektualistami, dekadencką arystokracją, kłótliwymi politykami i ciągle niezadowolonymi robotnikami – nie reprezentował prawdziwej Rosji, której lud miał być zjednoczony duchowo ze swoim carem. Monarcha wierzył, że jest narzędziem w ręku Boga, tylko przed nim odpowiada i został przez niego wyznaczony, by chronić prawosławie i absolutną władzę cara (samodzierżawie).
Car stracił rzeczywistą kontrolę nad krajem, a caryca i Rasputin, jeśli któryś minister sprzeciwiał się ich zdaniu, namawiali cara do natychmiastowej dymisji polityka. W ten sposób najbardziej kompetentni członkowie rządu popadali w niełaskę. W rezultacie rząd tworzyli niemal sami nieudacznicy i protegowani Rasputina. Caryca i Rasputin ingerowali w różne dziedziny życia imperium rosyjskiego. Sytuacja na froncie i braki żywnościowe wzmagały niezadowolenie społeczne, które koncentrowało się na carycy.
20 stycznia?/2 lutego 1916 Iwana Goriemykina (który znajdował się faktycznie w stanie starczego zniedołężnienia) na czele rządu zastąpił Boris Stürmer, monarchista i biurokrata o opinii skorumpowanego, cieszący się zaufaniem Rasputina. Mianowanie na najwyższy urząd administracyjny człowieka o niemieckim nazwisku, przy narastających szeroko po klęskach militarnych nastrojach antyniemieckich świadczyło o braku politycznego instynktu dworu carskiego, Stürmer był oskarżany o dążenie do separatystycznego pokoju z Niemcami, kosztem interesów Rosji. Od 1916 w armii nasilał się upadek dyscypliny i wybuchały bunty, w których uczestniczyli głównie świeżo powołani żołnierze. W czasie rządów Stürmera rozpoczęły się strajki, na które rząd odpowiedział represjami. Policja poddała represjom zarówno partie robotników, jak i burżuazji. W Piotrogrodzie wybuchł duży strajk, w którym udział wzięło dziesięć fabryk, który szybko został brutalnie stłumiony. Równocześnie pogarszała się sytuacja na wsi, a zrozpaczeni chłopi organizowali coraz liczniejsze wystąpienia. 1 listopada?/14 listopada 1916 w Dumie wystąpił lider kadetów, Paweł Milukow, który zarzucił rządowi zdradę kraju w przemówieniu, przeplatanym frazą Głupota, czy zdrada? Przemówienie miało duży rezonans w kraju i przyczyniło się do wzmożenia nastrojów rewolucyjnych. 10 listopada?/23 listopada 1916 Boris Stürmer został zdymisjonowany ze stanowiska premiera, jego miejsce zajął Aleksander Trepow, już po miesiącu (27 grudnia 1916?/9 stycznia 1917) zastąpiony przez ks. Nikołaja Golicyna.
W nocy z 16 grudnia?/29 grudnia 1916 na 30 grudnia 1916, w przeddzień zamknięcia sesji Dumy, prawicowi spiskowcy z kręgów arystokratycznych (w tym członek rodziny carskiej wielki książę Dymitr Pawłowicz, ks. Feliks Jusupow i Władimir Puryszkiewicz) dokonali zabójstwa Rasputina. Po śmierci Rasputina car zerwał stosunki z większością rodziny, pozostając faktycznie wyizolowany i odcięty od informacji, popadł w depresję. Administracja kraju stopniowo przestawała działać, opozycja otwarcie ignorowała rządowy zakaz zebrań i zgromadzeń. W styczniu 1917 załamała się wojskowa cenzura – wydawcy gazet i czasopism zaprzestali przedkładać do cenzury egzemplarze próbne przed publikacją.

## Rewolucja lutowa

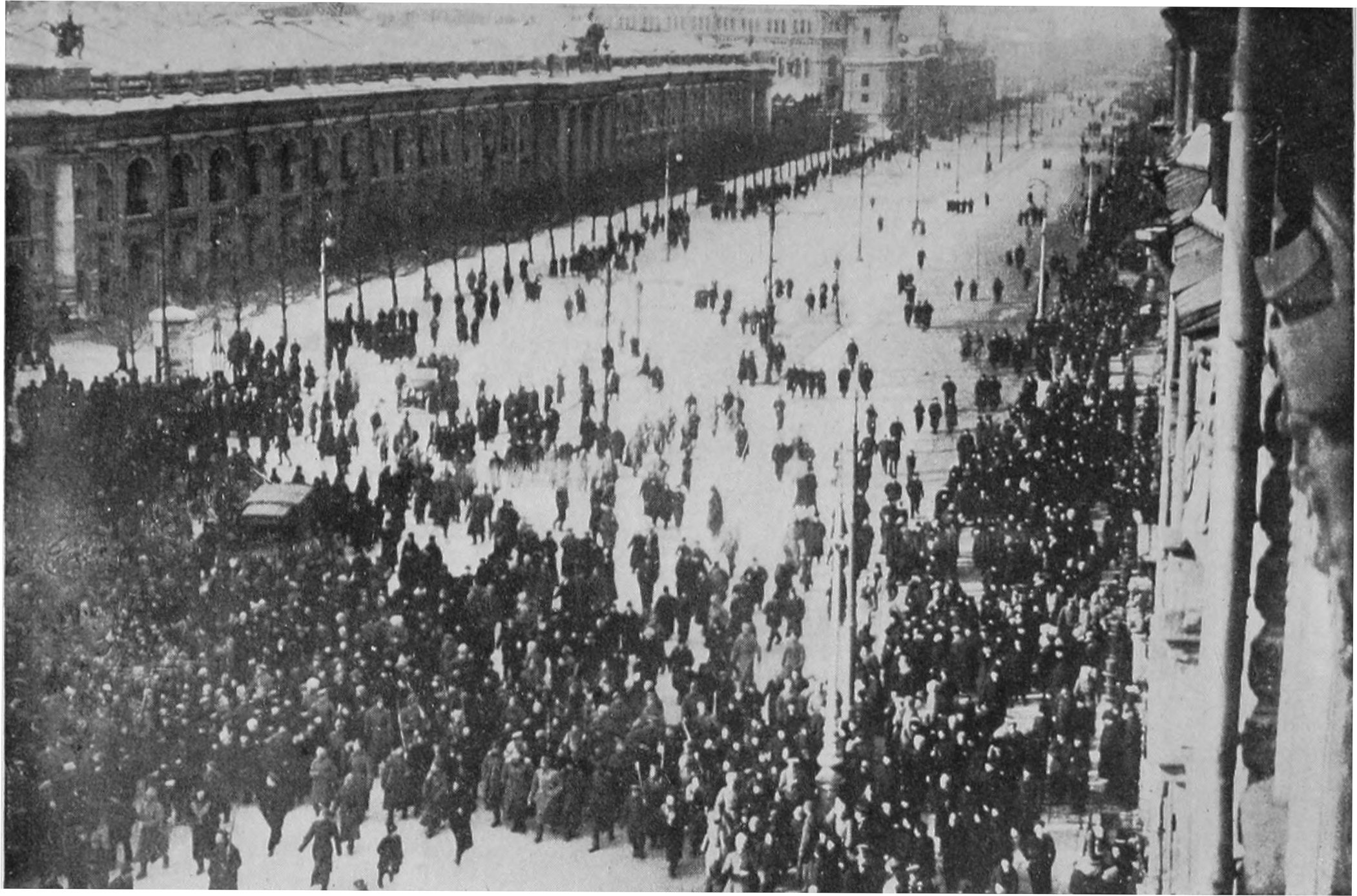
Demonstracja na Newskim Prospekcie w Piotrogrodzie

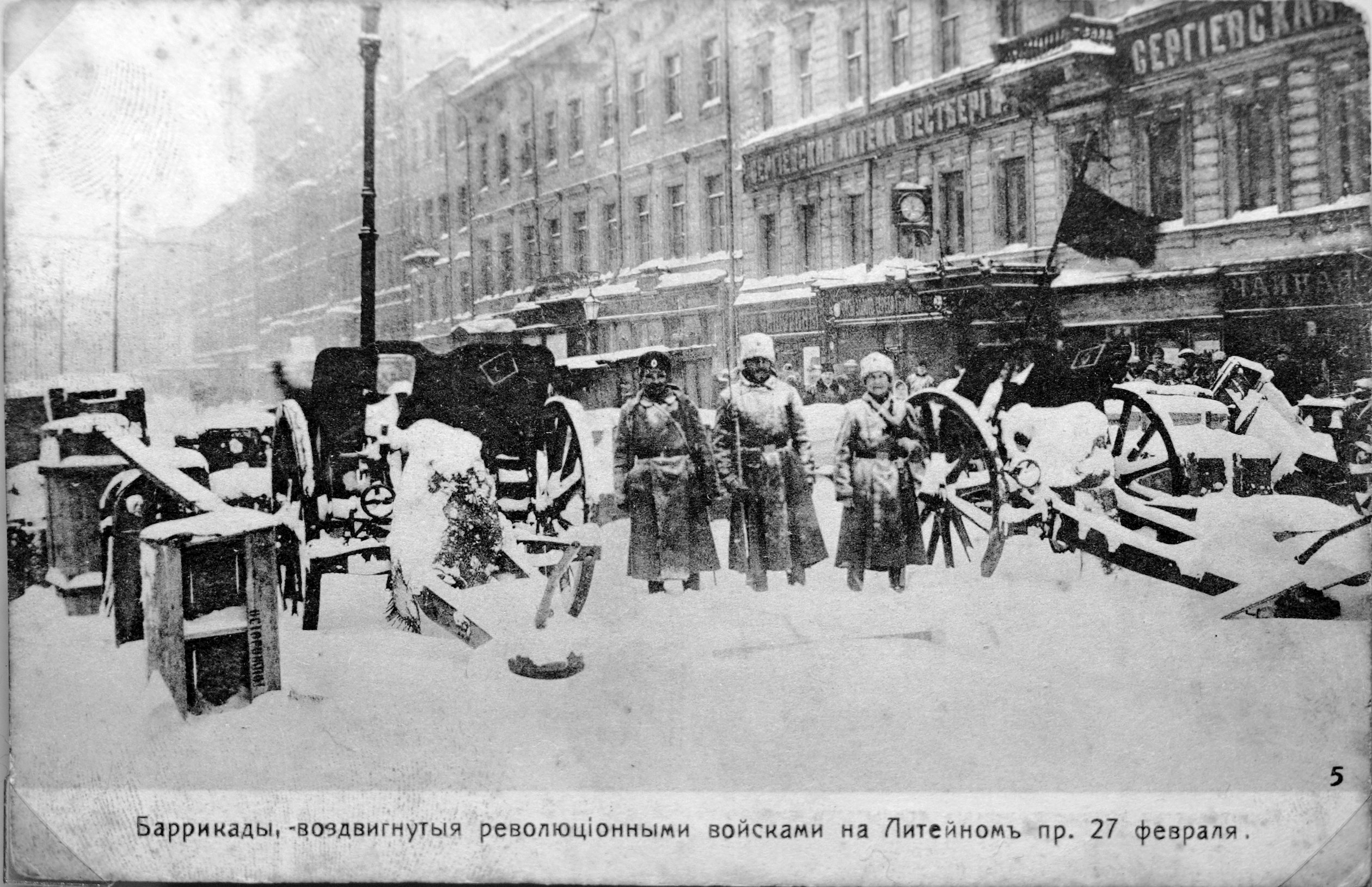
Barykady na Prospekcie Litiejnym w Piotrogrodzie w czasie rewolucji lutowej

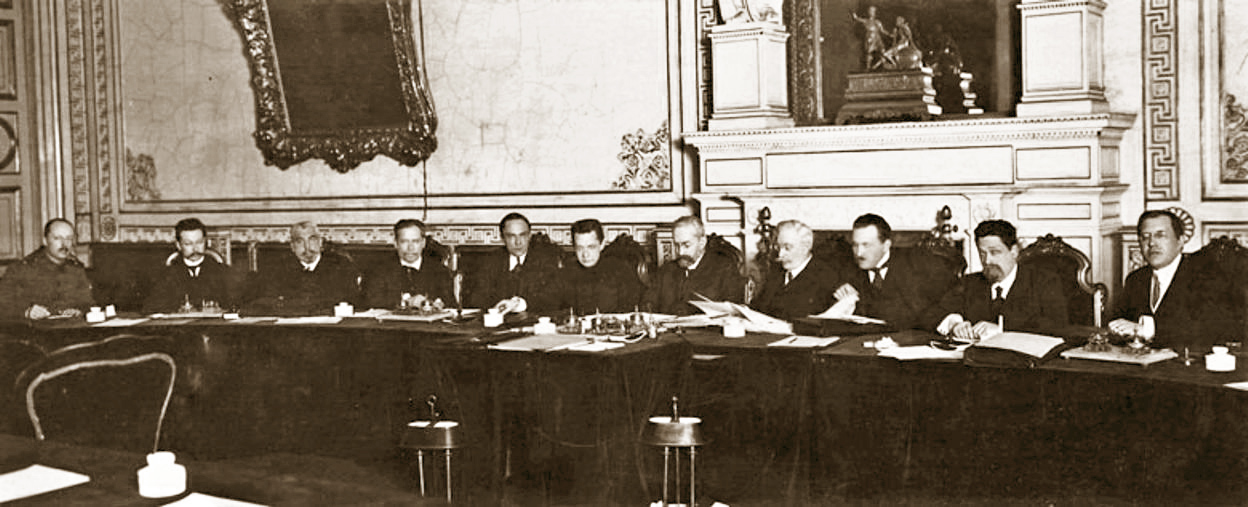
Rząd Tymczasowy premiera Gieorgija Lwowa, marzec 1917, Pałac Maryjski

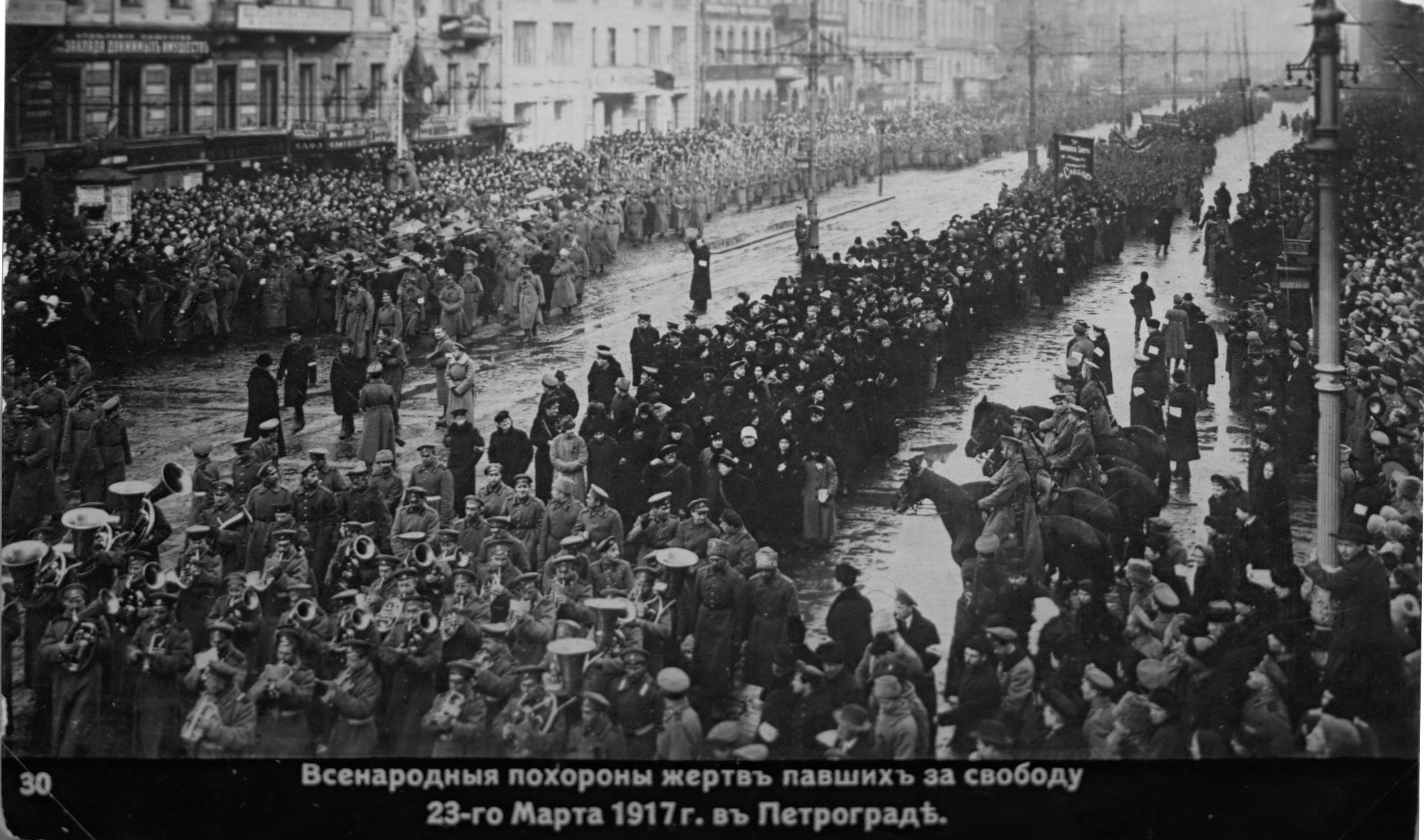
Oficjalny pogrzeb poległych za rewolucję

Od połowy 1916 roku w wyższych kręgach społecznych zaczęto rozpatrywać usunięcie Mikołaja II z tronu i przekazanie władzy jego dziedzicom. Spisek zorganizować mieli przedstawiciele komitetów wojskowo-przemysłowych, Związku Miast i Związku Ziemstw (połączonych w Ziemgorze). 22 lutego?/7 marca 1917 Mikołaj II opuścił Carskie Sioło i udał się do kwatery głównej Naczelnego Dowódcy armii rosyjskiej w Mohylewie, niedaleko linii frontu. Nazajutrz 23 lutego?/8 marca 1917, gdy Mikołaj II znajdował się w Mohylewie, w Piotrogrodzie wybuchły rozruchy, które miały trwać nieprzerwanie do upadku monarchii. W demonstracjach uczestniczyli mienszewicy, eserowcy i bolszewicy. Od 78 do 128 tys. robotników ogłosiło strajk przeciwko brakom żywności. Następnego dnia w manifestacjach wzięło udział 160-200 tysięcy robotników, część strajkowała. 25 lutego?/10 marca 1917 na ulicach manifestowało już około 300 tysięcy osób, z czego najbardziej zorganizowaną grupę stanowili metalowcy. Oprócz fabryk zastrajkowali tramwajarze i drobni przedsiębiorcy. Po południu do akcji przeciwko strajkującym stanęli żołnierze i funkcjonariusze policji, później tłum atakował funkcjonariuszy, a policja przestała interweniować. W nocy z 25 lutego?/10 marca 1917 na 26 lutego?/11 marca 1917 władze utraciły kontrolę nad dzielnicami robotniczymi Piotrogrodu, szczególnie dzielnicą Wyborską, gdzie tłum rozbijał i podpalał komisariaty policji. W niedzielę 26 lutego?/11 marca 1917 rano Piotrogród został obsadzony przez oddziały wojska w rynsztunku bojowym, po południu w kilku dzielnicach wojsko otworzyło ogień do tłumu, najkrwawsze starcie miało miejsce na Placu Znamieńskim, gdzie od ognia żołnierzy Wołyńskiego Pułku Gwardii zginęło 40 osób, a drugie tyle zostało rannych.
Decydującym dniem protestów był 27 lutego?/12 marca 1917, gdy do protestujących przyłączyli się wojskowi, niechcący strzelać do manifestantów protestujących w sposób pokojowy, zaś władze carskie utraciły kontrolę nad stolicą państwa. W nocy z 26/27 lutego żołnierze Pułku Pawłowskiego gwardii wiecowali w koszarach na znak protestu przeciw masakrze na Placu Znamieńskim, wreszcie przegłosowali odmowę posłuszeństwa rozkazom strzelania do ludności cywilnej i wysłali gońców do skoszarowanych opodal pułków gwardyjskich: Prieobrażenskiego i Litewskiego, które również przyjęły to stanowisko. Rano 27 lutego?/12 marca 1917 trzy pułki wyszły uzbrojone na miasto. Żołnierze zaatakowali i zdemolowali koszary żandarmerii i usuwając posterunki prorządowe przeszli do dzielnicy Wyborskiej, łącząc się ze zrewoltowanymi robotnikami. Zarekwirowanymi samochodami jeździli po ulicach, wymachując bronią i wznosząc okrzyki. Żołnierze wypuścili więźniów z Twierdzy Pietropawłowskiej. Na Pałacu Zimowym wywieszono czerwoną flagę, zdemolowano Ministerstwo Spraw Wewnętrznych, policjantów w mundurach bito i zabijano. Wieczorem tłum wziął szturmem centralę Ochrany, wyrzucając i podpalając akta, w czym odnotowano szczególną gorliwość konfidentów. Rozbito arsenał, wyciągając tysiące karabinów. Przed nadejściem nocy z liczącego 160 000 żołnierzy garnizonu połowa była w pełni zbuntowana, reszta zajęła postawę neutralną. Dowódca piotrogrodzkiego okręgu wojskowego gen. Siergiej Chabałow mógł liczyć w mieście jedynie na 1000-2000 oddanych żołnierzy, a w rękach władz carskich znajdowało się tylko kilka gmachów publicznych w różnych miejscach Piotrogrodu.
27 lutego?/12 marca 1917 po południu, na posiedzeniu Konwentu Seniorów Dumy został powołany Komitet Tymczasowy Dumy – organ wykonawczy Dumy, na czele z jej przewodniczącym – Michaiłem Rodzianką. Komitet, złożony z przedstawicieli wszystkich partii politycznych (od socjaldemokratów do umiarkowanych nacjonalistów), 28 lutego?/13 marca 1917 przejął de facto wykonywanie obowiązków rządu Rosji i wyznaczył swych komisarzy do istniejących ministerstw. 28 lutego?/13 marca 1917 z inicjatywy mienszewików powstała Piotrogrodzka Rada Delegatów Robotniczych i Żołnierskich, do której tegoż dnia fabryki i jednostki wojskowe wybierały delegatów, w przytłaczającej większości umiarkowanych socjalistów (bolszewicy, międzydzielnicowcy i eserowcy maksymaliści uzyskali łącznie niespełna 10% głosów).
2 marca?/15 marca 1917 Mikołaj II uznał, że utrzymanie władzy jest niemożliwe i abdykował na rzecz młodszego brata, wielkiego księcia Michała Aleksandrowicza, na żądanie umiarkowanych polityków i monarchistów. Wskutek ciężkiej sytuacji w kraju, wielki książę nie przyjął korony i zrzekł się jej następnego dnia, przekazując całą władzę Komitetowi Tymczasowemu Dumy. 2 marca?/15 marca 1917, w dniu abdykacji cara, Komitet Tymczasowy Dumy, w porozumieniu z Komitetem Wykonawczym Piotrogrodzkiej Rady Delegatów Robotniczych i Żołnierskich, powołał koalicyjny Rząd Tymczasowy, którego premierem został przedstawiciel liberalnych kadetów książę Gieorgij Lwow. Partie socjalistyczne nie desygnowały swych przedstawicieli do rządu, wszedł do niego jednak socjalista-trudowik Aleksander Kiereński (jednocześnie członek Komitetu Wykonawczego Piotrogrodzkiej Rady Delegatów Robotniczych i Żołnierskich), jako minister sprawiedliwości. Rząd Tymczasowy miał pełnić obowiązki do zebrania się Wszechrosyjskiego Zgromadzenia Ustawodawczego – konstytuanty Rosji.

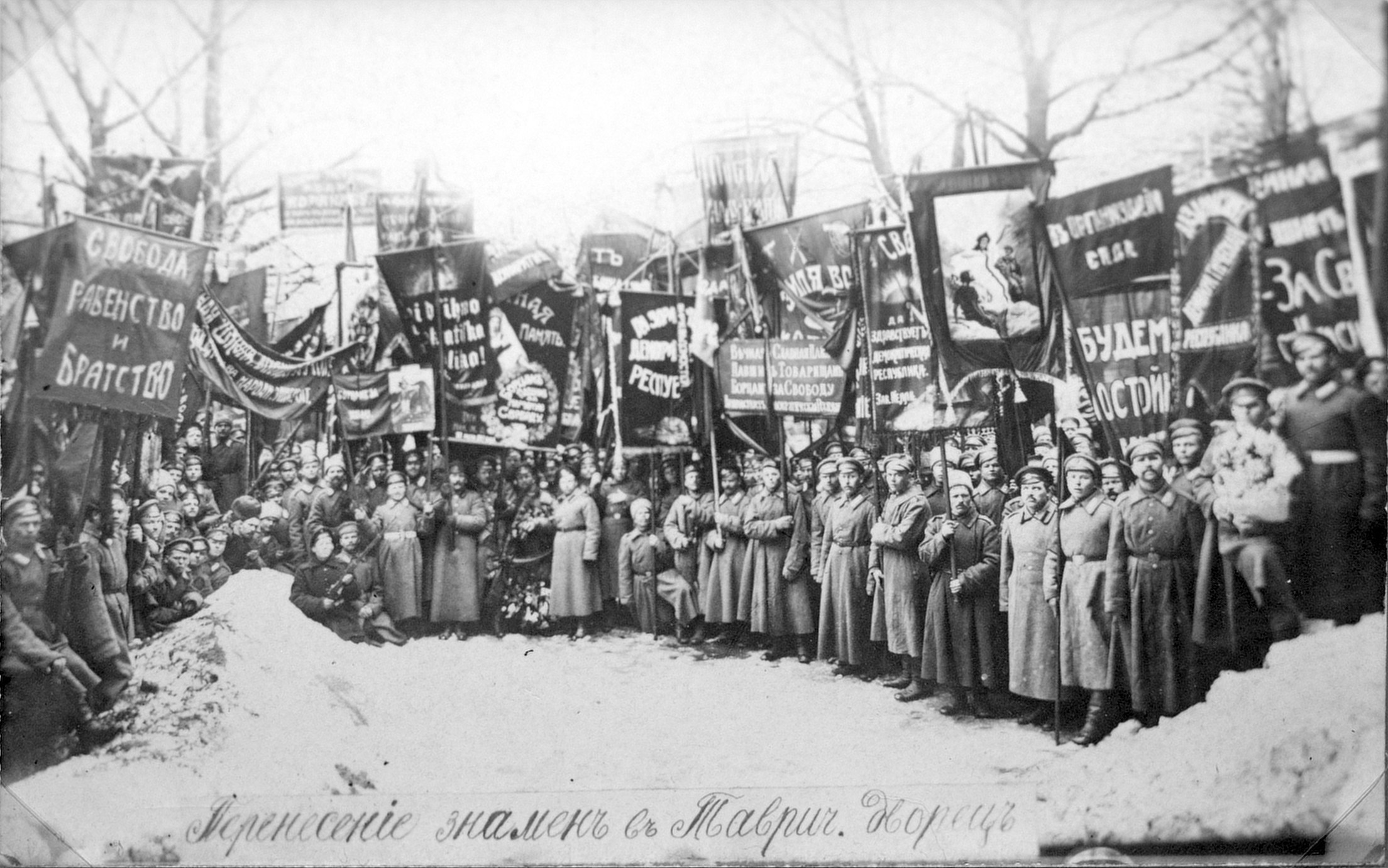
Demonstracja żołnierska przed Pałacem Taurydzkim – Свобода, равенство, братство (Wolność, równość, braterstwo), 1917

Rewolucja była stosunkowo bezkrwawa – liczbę pobitych i rannych szacowano na 1300-1400 osób, w tym 149 ofiar śmiertelnych. Wspólny pogrzeb ofiar starć odbył się na Polu Marsowym.
Rewolucja nie uspokoiła sytuacji, ponieważ Rząd Tymczasowy, kierowany początkowo przez przedstawiciela liberalnych konstytucyjnych demokratów (kadetów) księcia Gieorgija Lwowa, a od 7 lipca?/20 lipca 1917 przez eserowcaAleksandra Kiereńskiego, nie zdecydował się na wystąpienie z Ententy i jednostronne zakończenie wojny. Przyjęte decyzje: zniesienie cenzury, zniesienie kary śmierci, powszechna amnestia, rozwiązanie policji politycznej (ochrany) nie uspokoiły sytuacji, a ułatwiły działanie potencjalnym konspiratorom. Administracja terenowa w praktyce przestała funkcjonować, policja się rozpadła. Władzę w miastach, obok istniejących rad miejskich, w coraz większym stopniu kontrolowały „rady delegatów robotniczych”, a na froncie – „rady delegatów żołnierskich” (kontrolowane przez partie socjalistyczne: eserowców, mienszewików i bolszewików).
W kraju powstał system dwuwładzy – z jednej strony oficjalną władzę sprawował Rząd Tymczasowy, który faktycznie był kontrolowany przez Piotrogrodzką Radę Delegatów Robotniczych i Żołnierskich i jej Komitet Wykonawczy. Rada na własną rękę administrowała i stanowiła prawa, częstokroć nie informując o tym nawet rządu. Obalenie cara zostało z zadowoleniem przyjęte przez większość mieszkańców Imperium. Rozpoczęto prace nad planami reformy rolnej, zapowiedziano wolne wybory do Wszechrosyjskiego Zgromadzenia Ustawodawczego (Konstytuanty). Amnestia, wolność słowa, druku, pochodów, manifestacji i zrzeszeń były zdobyczami demokratycznymi rewolucji lutowej.

## Przyczyny

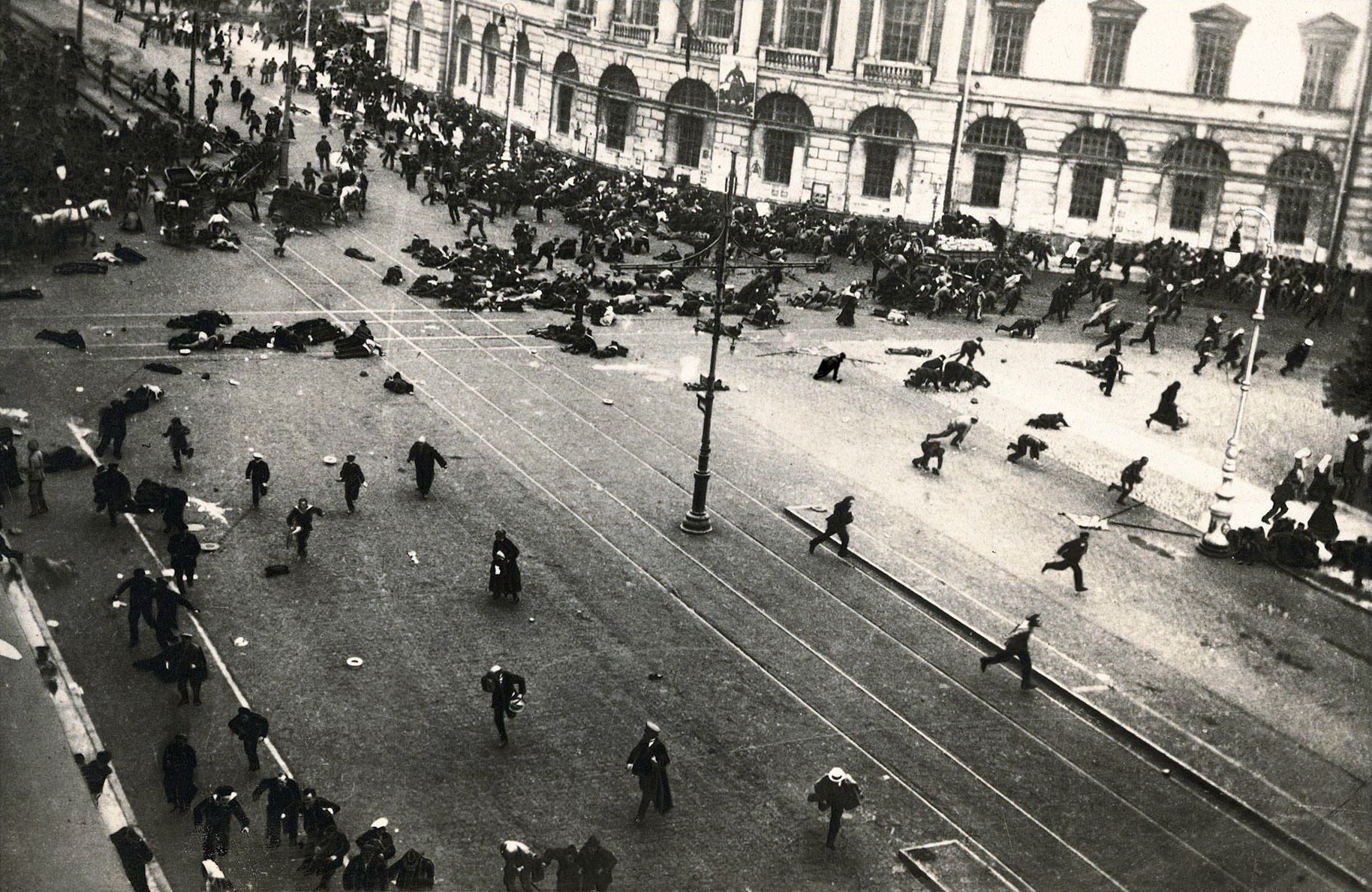
Rozproszenie ogniem karabinów maszynowych demonstracji ulicznej na Newskim Prospekcie w Piotrogrodzie podczas dni lipcowych

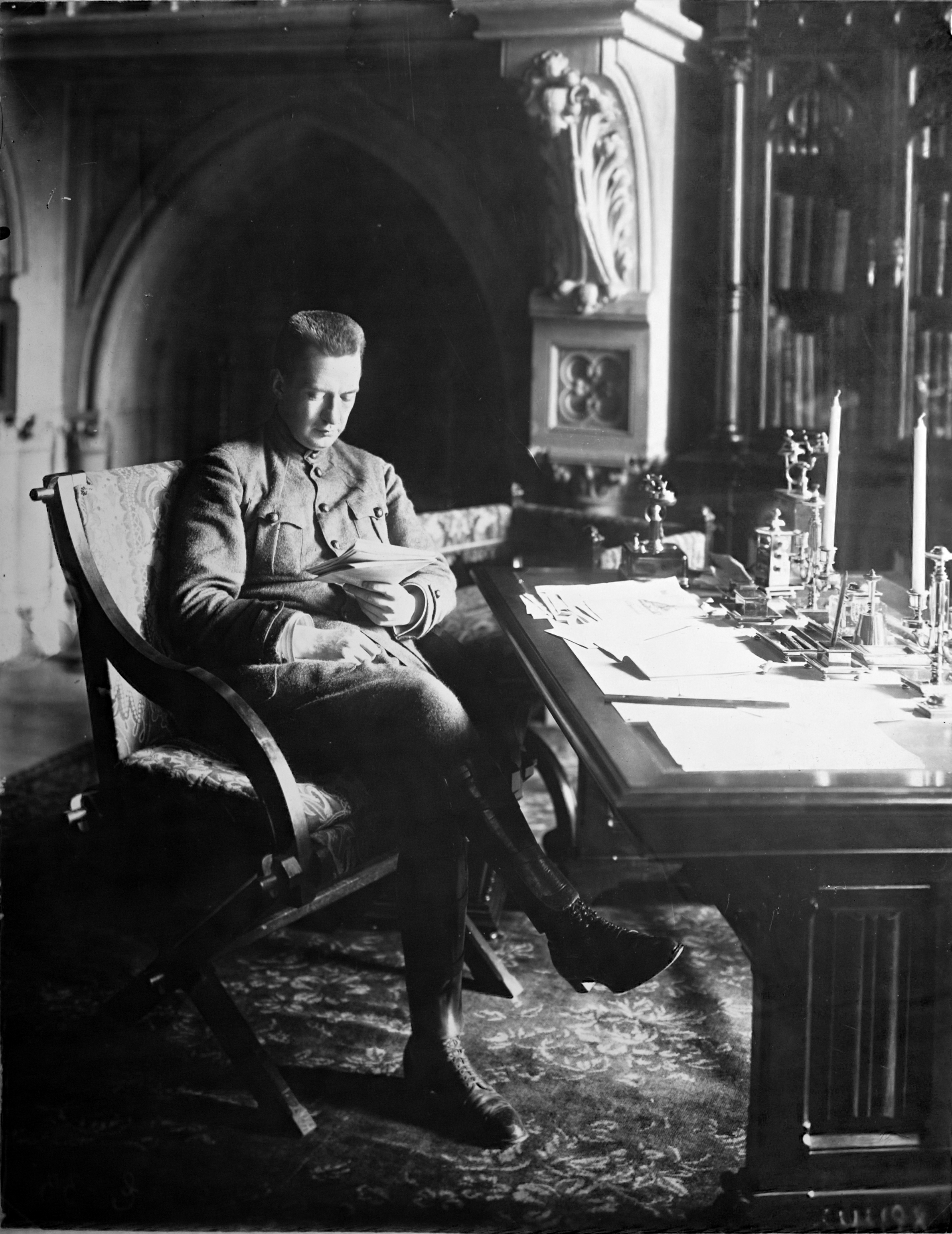
Aleksander Kiereński (1881-1970)

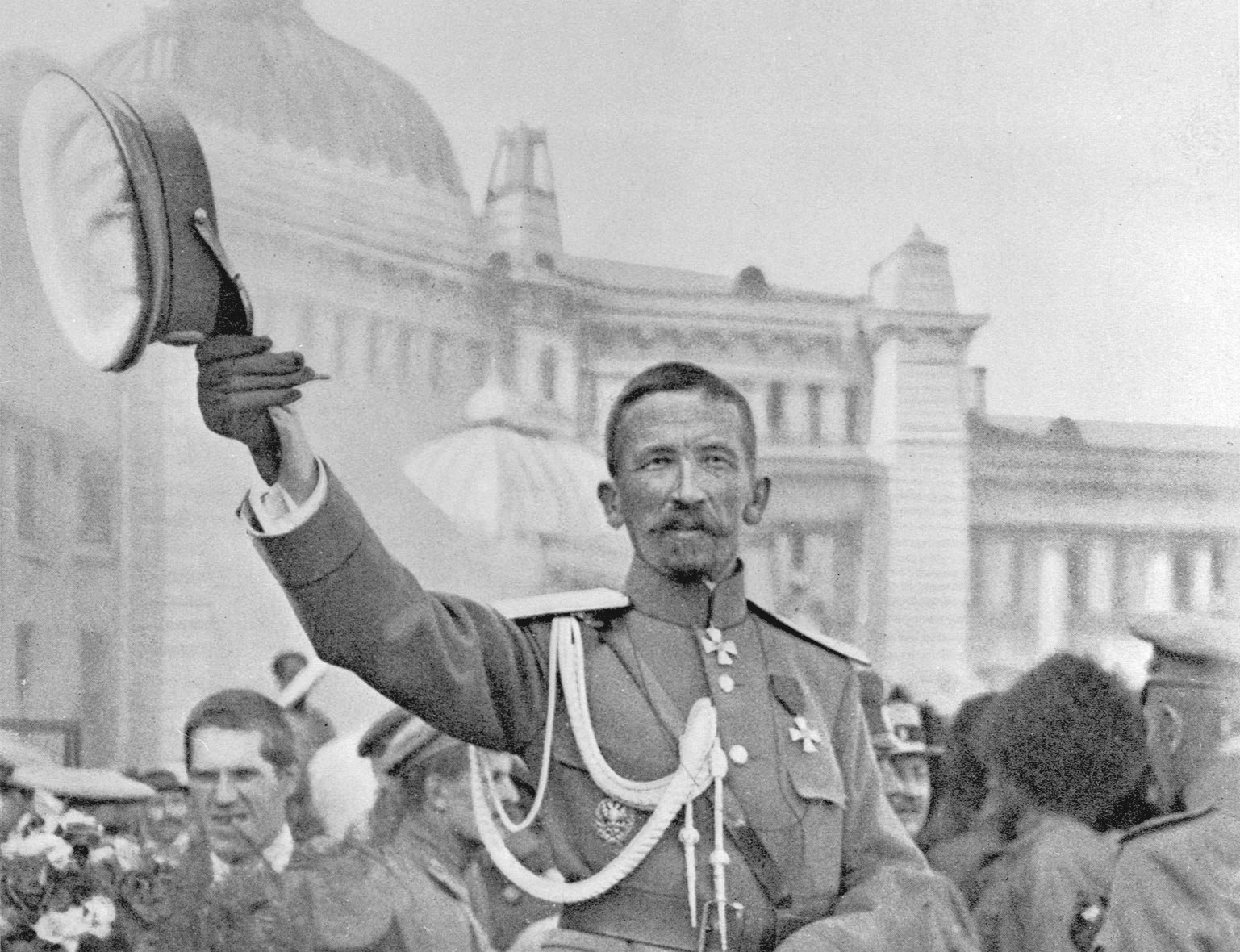
Ławr Korniłow przybywający na Naradę Państwową. Moskwa, sierpień 1917

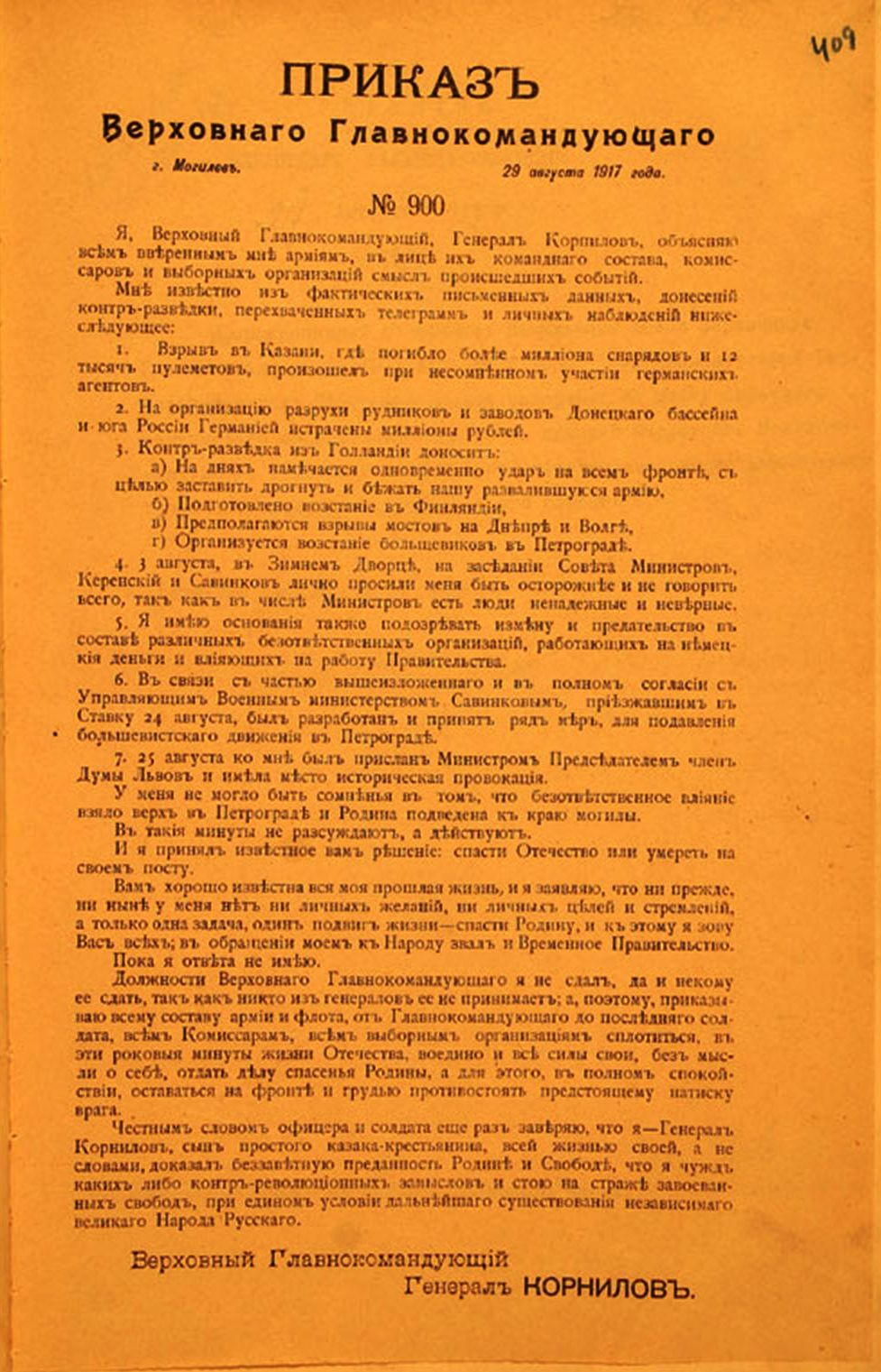
Rozkaz Korniłowa z

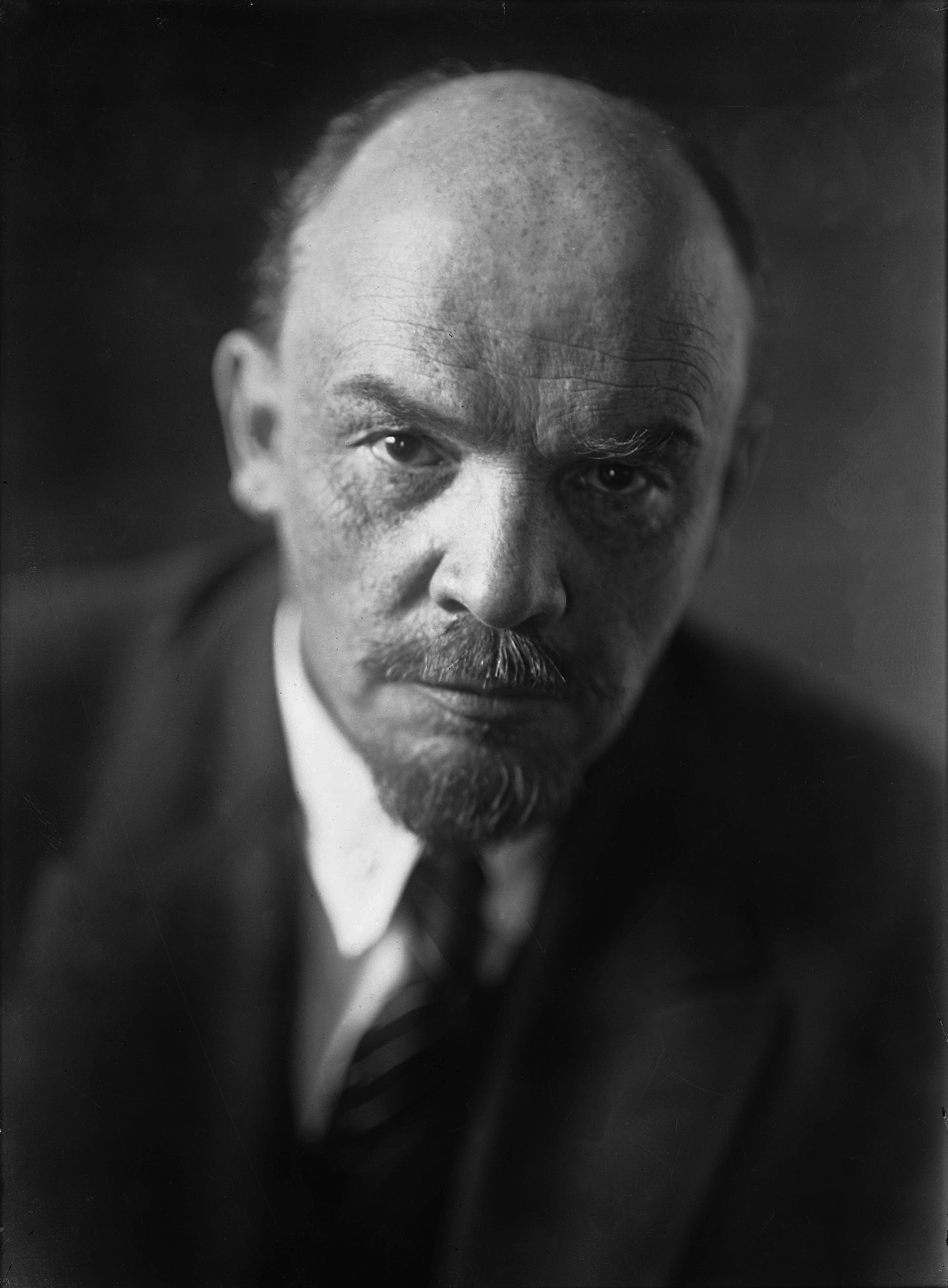
Włodzimierz Lenin (1870-1924)

Powrót z emigracji w Szwajcarii Włodzimierza Lenina pociągiem specjalnym poprzez okupowaną przez Niemcy Europę 16 kwietnia oraz przyłączenie się grupki niezależnych socjalistów pod wodzą Lwa Trockiego (który również powrócił swobodnie do Rosji z emigracji w Stanach Zjednoczonych w maju 1917) ożywiły akcję bolszewików, którzy (w przeciwieństwie do mienszewików i eserowców) występowali odtąd za natychmiastowym przerwaniem działań wojennych. Propaganda i działalność bolszewików, w tym m.in. podróż Lenina i innych przywódców bolszewickich ze Szwajcarii do Rosji, a zwłaszcza wydawanie prasy i druków ulotnych w masowych nakładach (w tym organu bolszewików, dziennika „Prawda” i jego mutacji), były zresztą z tego powodu w znacznej mierze finansowane przez sztab niemieckiej armii i skarb Cesarstwa Niemieckiego. Program ten nie ograniczał się do Rosji – we Francji Niemcy chcieli wykorzystać analogicznie Josepha Caillaux, wobec Wielkiej Brytanii i Irlandii Rogera Casementa – jego praktyczną realizacją zajmował się wydział III b niemieckiego Sztabu Generalnego. Celem programu było, poprzez aktywne wspieranie działalności bolszewików wymierzonej w carat, wewnętrzne osłabienie Imperium Rosyjskiego i jego armii, a po zwycięskiej rewolucji wyeliminowanie Rosji z wojny, co ułatwić miało zwycięstwo Niemiec na froncie zachodnim. Z kolei przemysł niemiecki miał uzyskać dostęp do bogactw naturalnych Rosji i jej zasobów gospodarczych.
Pogarszająca się sytuacja gospodarcza oraz dalsze klęski na froncie nie sprzyjały stabilizacji sytuacji w Rosji. 25 marca?/7 kwietnia 1917 rząd był zmuszony do wprowadzenia monopolu na handel zbożem i kartek na chleb. 3 maja bolszewicy stworzyli paramilitarne oddziały Czerwonej Gwardii. W tym samym czasie na wsi doszło do żywiołowych wystąpień chłopów zajmujących majątki obszarnicze. 5 maja?/18 maja 1917 do Rządu Tymczasowego weszli mienszewicy (Iraklij Cereteli, Matwiej Skobielew). Rząd Tymczasowy odłożył decyzje co do oczekiwanej przez rosyjską wieś reformy rolnej do decyzji Zgromadzenia Konstytucyjnego (w pełni demokratycznie wybranego parlamentu Rosji), zwlekał jednocześnie z decyzją o wyznaczeniu terminu wyborów i utrzymywał udział kraju w wojnie. W Rosji narastało w konsekwencji znużenie wojną i świeżo ustanowionymi swobodami demokratycznymi. Czas sprzyjał bolszewikom – pozostającym w konsekwentnej opozycji wobec wszystkich posunięć Rządu Tymczasowego, zgodnie z tezą Lenina, że rewolucja „burżuazyjna” powinna być niezwłocznie przekształcona w „socjalistyczną” i budującą konsekwentnie zwartą, zdyscyplinowaną organizację na terenie całego kraju (przede wszystkim w wielkich miastach i w wojsku – Bolszewicka Organizacja Wojskowa).
W czerwcu na tle sprzeciwu wobec kontynuacji udziału Rosji w wojnie powstała bliska bolszewikom frakcja lewicowych eserowców wewnątrz partii socjalistów-rewolucjonistów. Rozpoczęta 18 czerwca?/1 lipca 1917 ofensywa armii rosyjskiej w Galicji Wschodniej (przeciw armii austro-węgierskiej) w kierunku na Lwów wobec posuniętej już demoralizacji wojska i natychmiastowej pomocy armii niemieckiej dla Austriaków załamała się 2 lipca?/15 lipca 1917, a 6 lipca?/19 lipca 1917 Niemcy i Austriacy rozpoczęli kontrofensywę.
Pomiędzy 4 lipca?/17 lipca 1917 a 6 lipca?/19 lipca 1917 odbyły się w Piotrogrodzie burzliwe, zorganizowane przez bolszewików i anarchistów demonstracje robotników, zwartych uzbrojonych oddziałów żołnierzy (zwłaszcza z Twierdzy Petropawłowskiej) i marynarzy Floty Bałtyckiej z Kronsztadu przeciw Rządowi Tymczasowemu (tzw. dni lipcowe), połączone z blokadą Pałacu Taurydzkiego – siedziby Piotrogrodzkiej Rady Delegatów Robotniczych i Żołnierskich (w której większość mieli popierający rząd eserowcy i mienszewicy). Była to nieudana próba przejęcia władzy przez bolszewików. Po powrocie Aleksandra Kiereńskiego (ministra wojny) z frontu w dniu 6 lipca?/19 lipca 1917 Rząd Tymczasowy opanował sytuację przy pomocy lojalnych oddziałów garnizonu piotrogrodzkiego i żołnierzy ściągniętych z frontu, ujawniając uprzednio w prasie część zdobytych dokumentów o zagranicznym finansowaniu bolszewików, które wywołały oburzenie wśród żołnierzy. Rząd zdelegalizował partię bolszewików jako agentów niemieckich, Lenin ukrył się w Finlandii, poza zasięgiem władz rosyjskich.

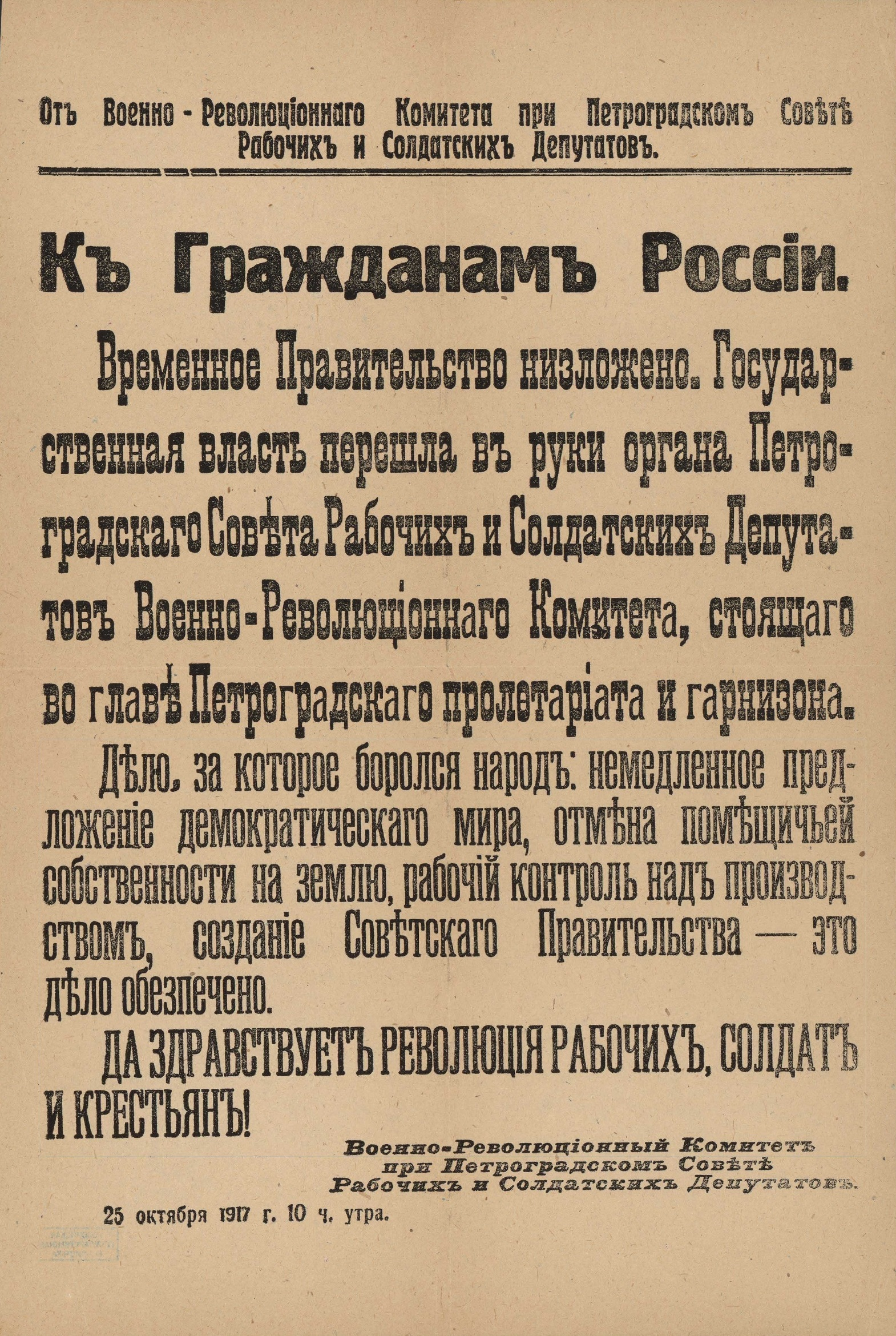
Proklamacja Komitetu Wojskowo-Rewolucyjnego przy Piotrogrodzkiej Radzie Delegatów o odsunięciu od władzy Rządu Tymczasowego, Piotrogród 25 października (7 listopada) 1917

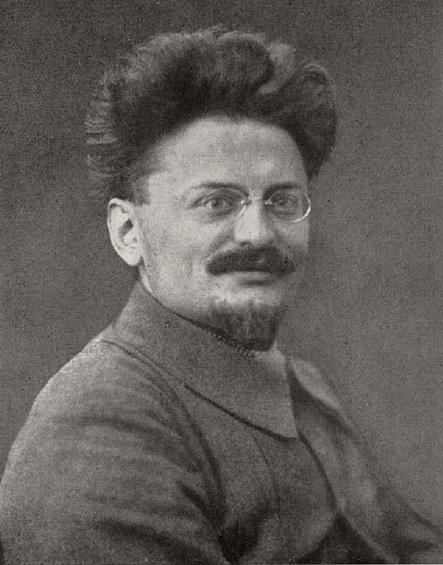
Lew Trocki (1879-1940), przywódca sztabu przewrotu, czyli Komitetu Wojskowo-Rewolucyjnego

8 lipca?/21 lipca 1917, po dymisji Gieorgija Lwowa nowy gabinet uformował jako „człowiek silnej ręki” eserowiec Aleksander Kiereński (do 1 maja minister sprawiedliwości, a od 5 maja 1917 minister wojny w rządzie Lwowa). Był on przekonany o wyeliminowaniu zagrożenia ze strony partii bolszewickiej po wydarzeniach lipcowych i przekonany do swej misji jako rosyjskiego Bonapartego, który poskromiwszy „jakobinów” poskromi i „reakcję”. Tymczasem szybko narastały kryzys gospodarczy, inflacja i przestępczość. Następował postępujący paraliż podstawowych funkcji państwa rosyjskiego. Paraliż państwa (i armii – jedynej siły, która mogła powstrzymać bolszewików) oraz anarchizacja i narastająca apatia społeczeństwa rosyjskiego wobec instytucji demokratycznych były podstawami sukcesu partii bolszewików w konsekwentnej, kierowanej przez Lenina walce o zdobycie władzy w Rosji.
26 lipca?/8 sierpnia 1917 półlegalny VI zjazd bolszewików postanowił rozpocząć przygotowania do przejęcia władzy drogą powstania zbrojnego. Ofensywa wojsk niemieckich na początku września doprowadziła do zajęcia Rygi. 27 sierpnia?/9 września 1917 głównodowodzący wojsk rosyjskich generał Ławr Korniłow w przekonaniu o możliwości bolszewickiej rewolty w Piotrogrodzie zażądał dymisji ministrów i wysłał do Piotrogrodu korpus kozacki. Premier Kiereński uznał to za próbę przejęcia władzy i wezwał robotników i marynarzy do obrony rządu, rozdając im z arsenałów 40 tysięcy karabinów – zniósł wreszcie wprowadzone w lipcu ograniczenia wobec bolszewików i uwolnił aresztowanych wówczas bolszewickich przywódców. 12 września sam przejął obowiązki głównodowodzącego. Nie doszło do żadnych walk. Korniłow został aresztowany i osadzony w twierdzy w Bychowie. Poprzez zachowanie w trakcie tzw. „puczu Korniłowa”, a w szczególności wobec odwołania się o pomoc do bolszewików Kiereński utracił we wrześniu jakiekolwiek posiadane dotąd oparcie w korpusie oficerskim armii rosyjskiej – co było rozstrzygające w dwa miesiące później, gdy armia odmówiła mu poparcia przeciw bolszewikom. Po „puczu Korniłowa” bolszewicy zachowali utworzone w obronie przed domniemanym puczem oddziały Czerwonej Gwardii i infiltrowali armię rosyjską poprzez struktury Organizacji Wojskowej.
1 września?/14 września 1917 Rząd Tymczasowy proklamował ustrój republikański Rosji. 8 września?/21 września 1917 Kiereński zlikwidował Departament Kontrwywiadu Politycznego, pozbawiając się w ten sposób podstawowego źródła informacji o planach i działaniach bolszewików. 25 września?/8 października 1917 w wyniku nowych wyborów w sekcji robotniczej Rady Piotrogrodzkiej większość uzyskali bolszewicy, na czele z Trockim, który został nowym przewodniczącym Rady (podobną większość w Moskwie zdobyli już 19 września?/2 października 1917). Pomiędzy 3 października?/16 października 1917 a 10 października?/23 października 1917 Lenin potajemnie powrócił do Piotrogrodu, gdzie przebywał w ukryciu do 24 października?/6 listopada 1917. 10 października?/23 października 1917 Komitet Centralny bolszewików przyjął (stosunkiem głosów 10 za, 2 przeciw, na posiedzeniu było obecnych dwunastu z 21 członków KC) rezolucję o powstaniu zbrojnym i stworzył pierwsze Biuro Polityczne; 12 października?/25 października 1917 Rada Piotrogrodzka utworzyła Komitet Wojskowo-Rewolucyjny, oficjalnie dla obrony stolicy przed Niemcami – w rzeczywistości jako sztab przygotowujący przewrót. 17 października?/30 października 1917 sprzeciwiający się tej decyzji członek KC Lew Kamieniew – wraz z Grigorijem Zinowjewem zwolennik idei „jednolitego rządu socjalistycznego” w koalicji z eserowcami i mienszewikami – w wywiadzie dla gazety Nowaja Żyzn, wydawanej przez Maksyma Gorkiego, podał do publicznej wiadomości swój (i Zinowjewa) sprzeciw wobec planu zbrojnego obalenia Rządu Tymczasowego. W skład rządu wchodzili bowiem przedstawiciele partii demokratycznych – dwóch partii socjalistycznych (eserowców i mienszewików) i będącej w mniejszości liberalnej partii kadetów. Ogólnorosyjskie wybory parlamentarne miały odbyć się zaś za niespełna trzy tygodnie 12 listopada?/25 listopada 1917, a posiedzenie inauguracyjne Konstytuanty 28 listopada?/11 grudnia 1917.

## Przewrót, formowanie podstaw nowej władzy
24 października?/6 listopada 1917 Rząd Tymczasowy zadecydował w konsekwencji o zamknięciu bolszewickich gazet oraz wymianie oddziałów garnizonu stolicy, lecz to tylko przyspieszyło wybuch powstania. O jego dacie przesądził ostatecznie termin II Wszechzwiązkowego Zjazdu Rad, który miał rozpocząć obrady 25 października?/7 listopada 1917 i który Lenin chciał postawić przed faktem dokonanym przejęcia władzy przez bolszewików.
24 października?/6 listopada 1917 oddziały podporządkowane bolszewickiej Organizacji Wojskowej na rozkaz Komitetu Wojskowo-Rewolucyjnego Rady Piotrogrodzkiej bez oporu zajęły strategiczne punkty stolicy Rosji, zaczynając od central telefonicznych, budynku Poczty Głównej i telegrafu oraz mostów na Newie. Odbyło się to najczęściej przez prostą zmianę posterunków. Czerwona Gwardia zajmowała lokalne posterunki policji i przejmowała jej funkcje.

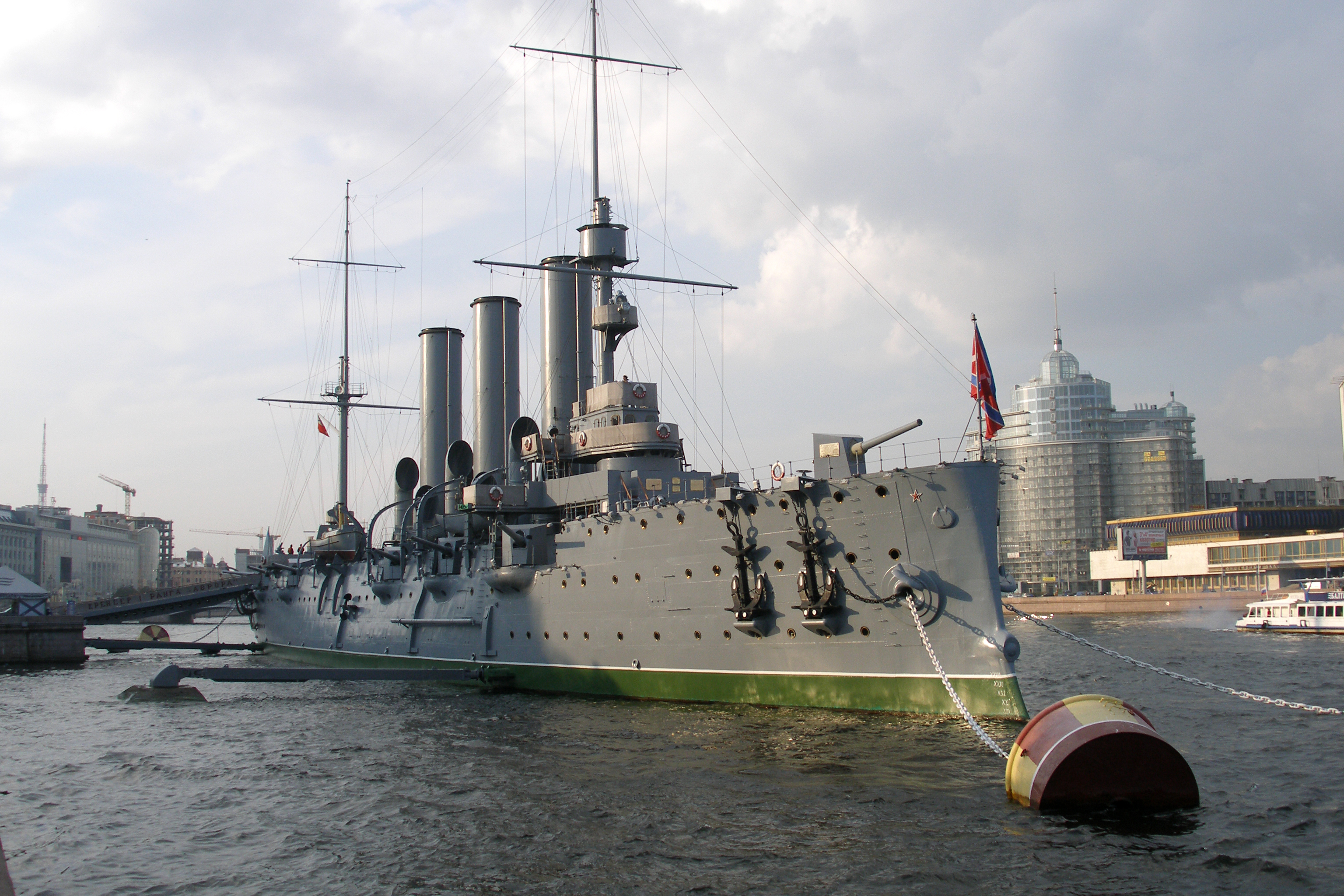
Krążownik Aurora z którego – według oficjalnej wersji sowieckiej propagandy – „ślepy” wystrzał armatni miał być sygnałem rozpoczęcia ataku

Wieczorem 24 października/6 listopada 1917 do siedziby Komitetu Wojskowo-Rewolucyjnego Rady Piotrogrodzkiej dotarł Lenin, który do tej pory ukrywał się w mieszkaniu konspiracyjnym przy ulicy Sierdobolskiej 1/41.
25 października?/7 listopada 1917 cały Piotrogród (oprócz siedziby rządu – Pałacu Zimowego) był w rękach bolszewików. Przewrót odbył się prawie niepostrzeżenie – toczyło się normalne życie miasta – jeździły tramwaje, czynne były kina, restauracje, odbywały się koncerty i występy baletowe. Pałac Zimowy został zajęty dopiero 26 października?/8 listopada 1917 o godz. 2.10 w nocy.
Kiereński uciekł z Piotrogrodu, próbując nieskutecznie odwołać się do pomocy wojska, której mu odmówiono, z wyjątkiem kilkuset Kozaków z 3 Korpusu Kawaleryjskiego gen. Piotra Krasnowa, którzy 27 października?/9 listopada 1917 wymaszerowali na stolicę. Po trzydniowym postoju w Carskim Siole, podjęli marsz na Piotrogród. 30 października?/12 listopada 1917 zostali powstrzymani na piotrogrodzkim przedmieściu Pułkowo przez oddział 3000 bolszewickich marynarzy i po utracie dowódcy wycofali się do Gatczyny. Była to jedyna interwencja zbrojna w obronie Rządu Tymczasowego.
27 października?/9 listopada 1917 obradujący od poprzedniego dnia II Zjazd Rad Delegatów Robotniczych i Żołnierskich ogłosił po przemówieniu Lenina przejęcie władzy przez „Rząd Tymczasowy Robotników i Chłopów – Radę Komisarzy Ludowych”, składającą się wyłącznie z działaczy bolszewickich, której przewodniczącym został przywódca bolszewików – Lenin. Oznaczało to faktyczne zakończenie okresu dwuwładzy w Rosji i przejęcie pełni władzy przez partię bolszewików za fasadą władzy rad.
Przewodniczącym Rady Komisarzy Ludowych (premierem rządu) został Włodzimierz Lenin. Do rządu weszli Aleksiej Rykow (sprawy wewnętrzne), Aleksandr Szlapnikow (praca), Władimir Milutin (rolnictwo), Iwan Teodorowicz (aprowizacja), Wiktor Nogin (handel i przemysł), Anatolij Łunaczarski (oświata), Iwan Skworcow-Stiepanow (finanse), Lew Trocki (sprawy zagraniczne), Gieorgij Oppokow (sprawiedliwość), Józef Stalin (sprawy narodowościowe), Nikołaj Glebow-Awiłow (poczta i telegraf). Komisariatem Spraw Wojskowych i Floty kolegialnie kierowali Władimir Antonow-Owsiejenko, Nikołaj Krylenko i Pawieł Dybienko. Tymczasowa Rada Komisarzy Ludowych miała być odpowiedzialna przed Wszechrosyjskim Centralnym Komitetem Wykonawczym, który stał się w ten sposób rodzajem quasi-parlamentu.
Na II Zjeździe Rad nastąpił rozłam wśród delegatów. W zjeździe uczestniczyło ok. 650 delegatów, w tym 338 bolszewików i 98 lewicowych eserowców. Mienszewicy i eserowcy oskarżyli bolszewików o zamach stanu i hipokryzję polityczną. Opozycja twierdziła, że kryzys należy rozwiązać metodami pokojowymi. Ostatecznie mienszewicy i eserowcy w proteście przeciwko puczowi opuścili obrady. Na zjeździe rad pozostali natomiast lewicowi eserowcy. Grupa ta opowiadała się za współpracą z bolszewikami i w grudniu założyła nową partię, która otrzymała miejsca w Radzie Komisarzy Ludowych. Część bolszewików, na czele z Lwem Kamieniewem opowiadała się za sformowaniem rządu koalicyjnego wszystkich partii socjalistycznych Rosji (socjaldemokratów obu frakcji: bolszewików i mienszewików i eserowców).
Na zjeździe bolszewicy uchwalili dwa dekrety – Dekret o pokoju i Dekret o ziemi. Dekret o pokoju, wbrew nazwie, nie był aktem ustawodawczym, lecz apelem do wszystkich państw uczestniczących w wojnie o natychmiastowe rozpoczęcie rokowań o zawarcie demokratycznego pokoju bez aneksji i kontrybucji, gwarantującego wszystkim narodom prawo do samostanowienia. Tajna dyplomacja miała być zniesiona, a wszystkie tajne porozumienia wiążące mocarstwa podane do publicznej wiadomości. Do czasu rozpoczęcia negocjacji pokojowych Rosja proponowała trzymiesięczne zawieszenie broni. Dekret o ziemi był skopiowany z programu partii socjalistów-rewolucjonistów. Zamiast przewidzianej do tej pory w programie partii bolszewików nacjonalizacji całej ziemi, czyli przekazania prawa własności ziemi państwu – dekret ogłaszał socjalizację ziemi, czyli wycofanie jej z obrotu handlowego i przekazanie w użytkowanie lokalnym wspólnotom chłopskim. Posiadłości ziemskie należące do obszarników, państwa, Cerkwi i innych podmiotów nie zajmujących się samodzielnie uprawą ziemi miały być skonfiskowane bez odszkodowania i przekazane do zarządzania komitetom ziemskim gmin, do czasu gdy Wszechrosyjskie Zgromadzenie Ustawodawcze rozstrzygnie ostatecznie o ich przeznaczeniu. Wyłączono z socjalizacji prywatne gospodarstwa chłopskie. Dekret o ziemi był taktycznym odejściem od programu agrarnego bolszewików, jego celem było uzyskanie dla bolszewików poparcia chłopów podczas bliskich wyborów do Konstytuanty. Ogłoszono, że dotychczasowy Wszechrosyjski Centralny Komitet Wykonawczy zostaje rozwiązany, zastąpiono go nowym, składającym się z 101 członków (w tym 62 bolszewików i 29 eserowców lewicowych) pod przewodnictwem Lwa Kamieniewa.
Jednym z pierwszych dekretów Rady Komisarzy Ludowych był wydany 28 października?/10 listopada 1917 „Dekret o prasie” zabraniający wydań „kontrrewolucyjnych” – czyli „tymczasowo” przywracający zniesioną przez rewolucję lutową cenzurę.
Wobec sprzeciwu Lenina w kwestii koalicji socjalistycznej – Aleksiej Rykow, Wiktor Nogin, Władimir Milutin i Iwan Teodorowicz zrezygnowali 4 listopada?/17 listopada 1917 ze stanowisk komisarzy ludowych w Radzie Komisarzy Ludowych, a Lew Kamieniew z funkcji przewodniczącego Wszechrosyjskiego Centralnego Komitetu Wykonawczego (WCIK) (zastąpił go 8 listopada?/21 listopada 1917 Jakow Swierdłow).
Również 4 listopada?/17 listopada 1917 Rada Komisarzy Ludowych uzurpowała sobie w trybie uchwały Wszechrosyjskiego Centralnego Komitetu Wykonawczego (WCIK) o pełnomocnictwach prawo wydawania dekretów bez konieczności ich zatwierdzania przez WCIK. Od tej pory Rada Komisarzy Ludowych stała się formalnie organem łączącym władzę wykonawczą i ustawodawczą, Rosja była rządzona za pomocą dekretów, a WCIK stał się ciałem fasadowym, co w pełni dokonało się po czerwcu-lipcu 1918, gdy z jego grona usunięto niebolszewików.
Rząd Lenina wydał następnie dekrety o bezpłatnym, świeckim nauczaniu i inne postanowienia realizujące werbalnie postulaty socjalizmu. W przeciągu lat 1917–1918 wydano szereg dekretów – wprowadzających ośmiogodzinny dzień pracy, kontrolę robotniczą nad przedsiębiorstwami, o proklamowaniu suwerenności narodów dawnego Imperium, nacjonalizacji banków, zniesieniu rang cywilnych i stanów, wprowadzeniu rozwodów, oddzieleniu państwa i edukacji od cerkwi, utworzeniu Armii Czerwonej, nacjonalizacji magazynów zbożowych, handlu zagranicznego, przemysłu naftowego, wielkiego przemysłu, floty handlowej, przedsiębiorstw kolejowych, transportu, młynów, wprowadzeniu kalendarza gregoriańskiego, walki ze spekulacją, konfiskaty majątku rodziny carskiej, likwidacji kolei prywatnych.
W całej Rosji władzę objęły formalnie komitety rewolucyjne oraz rady delegatów robotniczych, żołnierskich i chłopskich, zaś faktycznie – zorganizowana kadrowa partia bolszewików. Wkrótce nowe władze zaczęły kontrolować większość miast Rosji. Głównodowodzącym został bolszewik – chorąży Nikołaj Krylenko (późniejszy sowiecki prokurator generalny), po zlinczowaniu przez tłum 20 listopada?/3 grudnia 1917 na dworcu kolejowym w Mohylewie generała Nikołaja Duchonina, aresztowanego uprzednio przez bojówkę Krylenki w Stawce Naczelnego Dowódcy. Dotychczasowa armia rosyjska ulegała tymczasem całkowitej demoralizacji i rozpadała się.
7 grudnia?/20 grudnia 1917 utworzono Czeka, czyli nieograniczony prawem organ policyjnych represji wobec przeciwników politycznych (określanych od lipca-września 1918 oficjalnie jako czerwony terror), na którego czele stanął Feliks Dzierżyński.
Richard Pipes:
Wydarzenia, które doprowadziły do obalenia Rządu Tymczasowego, nie miały charakteru żywiołowego: były wynikiem spisku zawiązanego przez ściśle zakonspirowaną organizację. Dopiero po trzech latach wojny domowej i nieprzebierającego w środkach terroru spiskowcy zdołali podporządkować swemu panowaniu większość ludności. Październik był klasycznym „coup d’etat”, przechwyceniem władzy państwowej przez znikomą mniejszość, dokonanym – z uwagi na demokratyczne konwencje epoki – przy zachowaniu pozorów uczestnictwa mas, ale bez ich zaangażowania. Do działań rewolucyjnych wprowadzono metody bardziej odpowiednie dla stanu wojny, niż polityki. Zamach bolszewicki przebiegał w dwóch fazach. W pierwszej, trwającej od kwietnia do lipca, Lenin usiłował przechwycić władzę w Piotrogrodzie za pomocą demonstracji ulicznych wspieranych siłą zbrojną. Na wzór rozruchów lutowych zamierzał nasilać te demonstracje, aż zamienią się w pełną rewoltę, w wyniku której władza zostanie przekazana najpierw radom, a zaraz potem jego partii. Strategia ta zawiodła: w lipcu trzecia próba niemal doprowadziła partię bolszewików do zguby. Do sierpnia bolszewicy odzyskali siły na tyle, aby ponownie sięgnąć po władzę, ale tym razem posłużyli się inną strategią. Trocki, który przejął przywództwo, kiedy Lenin ukrywał się przed policją w Finlandii, unikał demonstracji ulicznych, a przygotowania do bolszewickiego zamachu ukrywał za kulisami sfałszowanego i bezprawnego zjazdu rad, jednocześnie wprowadzając do akcji specjalne oddziały szturmowe, które miały zająć najważniejsze placówki rządowe. „De nomine” przejęcie władzy miało być tymczasowe i prowadzone w imieniu rad; „de facto” jednak było trwałe i służyło partii bolszewickiej.

## Wybory do Zgromadzenia Ustawodawczego, rozpędzenie Konstytuanty przez bolszewików, wojna domowa w Rosji

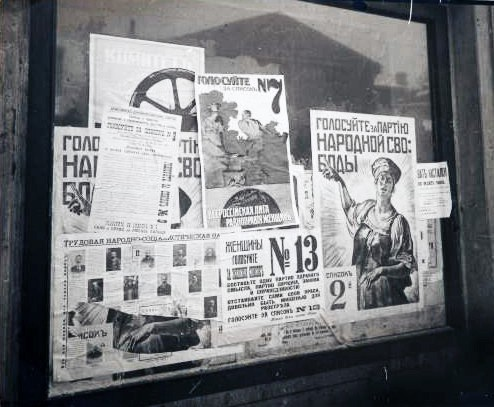
Plakaty w czasie kampanii wyborczej w Piotrogrodzie 1917

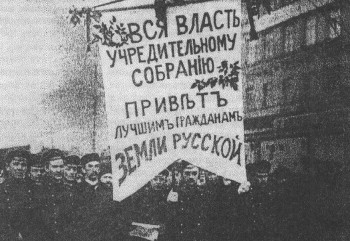
Demonstracja w obronie Konstytuanty 18 stycznia 1918

Bolszewicy nie zdecydowali się na odwołanie wyborów do Zgromadzenia Ustawodawczego (Konstytuanty), które Rząd Tymczasowy Aleksandra Kiereńskiego rozpisał na 25 listopada. Publicznie bowiem deklarowanym przez bolszewików (na II Zjeździe Rad) powodem zbrojnego przejęcia przez nich władzy była ochrona wolnych wyborów do Zgromadzenia Konstytucyjnego przed „zamachem reakcji”. Wolne wybory wygrała partia eserowców (socjalistów-rewolucjonistów) (58% głosów, 410 mandatów) dzięki powszechnemu poparciu na wsi. Bolszewicy uzyskali 25% głosów i 175 mandatów – jednak wygrali w Piotrogrodzie, Moskwie i oddziałach wojskowych Frontu Zachodniego i Północnego, ale parlament zebrał się tylko jeden raz 18 stycznia 1918, po czym został rozpędzony przez bolszewików. Masową manifestację w obronie Konstytuanty w Piotrogrodzie rozpędzono z użyciem broni palnej przez oddane bolszewikom oddziały strzelców łotewskich.
3 marca 1918 rząd bolszewicki wycofał Rosję z koalicyjnego udziału w I wojnie światowej, zawierając w Brześciu traktat pokojowy z Niemcami, Austro-Węgrami, Bułgarią i Turcją, kosztem znacznych cesji terytorialnych na rzecz Państw Centralnych.
Wkrótce potem (1917 – czerwiec 1918) odebrano majątki cerkwi prawosławnej, znacjonalizowano fabryki i banki. Bolszewicy rozpoczęli prześladowanie partii niebolszewickich (w tym socjalistycznych – eserowców i mienszewików), aresztowania, zabójstwa i zmuszanie do emigracji działaczy, zamykanie gazet. Zorganizowano sieć obozów koncentracyjnych (późniejszego Gułagu). Odebrano robotnikom prawo do strajku, aresztowano niezależnych działaczy robotniczych, strajki łamano siłą, przywódców strajkowych jako „kontrrewolucjonistów” aresztowała CzK. Wprowadzono nakaz pracy i pracę przymusową. W odpowiedzi na rozpędzenie Konstytuanty generałowie: Aleksiej Kaledin, Ławr Korniłow, Michaił Aleksiejew, Anton Denikin i Piotr Wrangel zaczęli organizować ochotnicze jednostki wojskowe w celu walki z rządem bolszewików wobec braku możliwości parlamentarnej zmiany władzy po rozpędzeniu parlamentu i wprowadzeniu partyjnej dyktatury. W nocy z 16/17 lipca 1918 w Jekaterynburgu bolszewicy zamordowali bez sądu Mikołaja II wraz z całą rodziną. W sierpniu 1918 wprowadzono masowy czerwony terror Czeka, odpowiedzialność zbiorową i masowe egzekucje.
Do lipca 1918 bolszewicy dopuszczali do współrządzenia partię lewicowych eserowców, od lipca była to już monopartyjna dyktatura partii bolszewików, przy faktycznej delegalizacji wszystkich innych partii politycznych. Od 1920 jakakolwiek działalność polityczna poza partią bolszewicką była określana jako „kontrrewolucyjna”, zakazana i karana. Rozpoczęła się wojna domowa, którą po trzech latach wygrali bolszewicy. Celem Lenina, jak sam twierdził, nie było jednak zaprowadzenie dyktatury proletariatu w Rosji, ale na całym świecie, a zdobycie władzy w Rosji uznawał jedynie za pierwszy etap tego procesu.

## Polacy w Rewolucji Październikowej
W okresie walk o zwycięstwo Rewolucji Październikowej na ziemiach rosyjskich przebywało ok. 2,5 mln Polaków. Najliczniejszymi liczebnie byli robotnicy z różnych gałęzi przemysłu i kolejnictwa ewakuowani z Królestwa Polskiego w głąb Rosji w latach I wojny światowej. Wielu Polaków odbywało czynną służbę w armii rosyjskiej, będąc zmobilizowanymi na terenie Królestwa Polskiego. Inni Polacy, pochodzący z Galicji, stanowili dość liczną grupę jeńców wojennych z armii austriackiej. Ponadto w więzieniach i na zesłaniach byli więzieni polscy działacze polityczni, wywodzący się m.in. z Wielkiego Proletariatu, II Proletariatu, Związku Robotników Polskich i PPS „Proletariat”, Socjaldemokracji Królestwa Polskiego i Litwy i Polskiej Partii Socjalistycznej. Trzeba także uwzględnić liczną grupę młodzieży polskiej studiującej na wyższych uczelniach rosyjskich oraz ludność miejscową polską, stale zamieszkałą na ziemiach rosyjskich. Polacy szeroko interesowali się działalnością rewolucyjną Rosjan, współuczestnicząc aktywnie w przygotowaniu Rewolucji Październikowej. W październiku 1917 r. – w przededniu wybuchu rewolucji – istniało ponad czterdzieści polskich grup socjaldemokratycznych, współpracujących blisko z bolszewikami rosyjskimi. Wcześniej jeszcze – 12 marca 1917 r. w Moskwie pod wspólnymi sztandarami Socjaldemokratycznej Partii Robotniczej Rosji i SDKPiL wzięło udział w demonstracji 6 tysięcy Polaków. Sekcje polskich rewolucjonistów czynne były w tym czasie zarówno w Piotrogrodzie, Moskwie, Kijowie, Charkowie, Kazaniu, Samarze, Tule, Carycynie, Omsku oraz w Szlisselburgu i Kronsztadzie – skupiskach robotników, studentów, żołnierzy i marynarzy, jak i w wielu innych miejscowościach Rosji. Wyrazem stanowiska polskich rewolucjonistów wobec Wielkiej Socjalistycznej Rewolucji Październikowej w Rosji były następujące słowa zawarte w ogłoszonej przez nich deklaracji: „Uważamy rewolucję za wynik wieloletniej ofiarnej walki proletariatu polskiego i dlatego będziemy walczyli ideowo i czynnie ręka w rękę z całą rewolucyjną demokracją przeciwko kontrrewolucji”. W przełomowych dniach zmagań rewolucyjnych ponad 100 tysięcy Polaków wzięło bezpośredni udział w starciach zbrojnych walcząc ramię w ramię u boku Rosjan. W składzie socjalnym polskich uczestników Października ponad 80% stanowili robotnicy i chłopi. Polacy byli na wielu ważnych odcinkach walki: w Piotrogrodzkim Komitecie Wojskowo-Rewolucyjnym, Moskiewskim Rezerwowym Pułku Gwardii, na krążowniku „Aurora” i w oddziałach rewolucyjnych szturmujących Pałac Zimowy – siedzibę Rządu Tymczasowego. Do rangi symbolu walki narodu polskiego i rosyjskiego urosła postać Feliksa Dzierżyńskiego – jednego z czołowych przywódców Rewolucji Październikowej, bliskiego współpracownika Włodzimierza Lenina. W chwili wybuchu Rewolucji Październikowej Dzierżyński był członkiem kierowniczego ośrodka rewolucji w Piotrogrodzie, członkiem Komitetu Centralnego partii bolszewickiej. Czynnych w walce polskich rewolucjonistów można było spotkać we wszystkich krańcach imperium rosyjskiego. Odegrali oni ważną rolę nie tylko w Piotrogrodzie – centrum ośrodka Rewolucji Październikowej, ale również w Moskwie, na Krymie, Ukrainie, Syberii, Białorusi, w Turkiestanie i Azerbejdżanie. W Rewolucji Październikowej udział wzięły organizowane przez SDKPiL polskie formacje wojskowe powstającej Armii Czerwonej: Rewolucyjny Czerwony Pułk Warszawy, Czerwony Pułk Lubelski, Pierwszy Pułk Piechoty, Mazowiecki Pułk Czerwonych Ułanów. Wzrost czerwonych pułków polskich doprowadził do powstania Zachodniej Dywizji Strzelców.